# Mike Gravel
Pour les articles homonymes, voir Gravel.
Maurice Robert Gravel, dit Mike Gravel, né le 13 mai 1930 à Springfield (Massachusetts) et mort le 26 juin 2021 à Seaside (Californie), est un homme politique américain, membre du Parti démocrate. 
Né de parents canadiens français, il est sénateur de l'Alaska au Congrès des États-Unis de 1969 à 1981 et candidat à l'investiture du Parti démocrate pour l'élection présidentielle de 2008, avant de brièvement rejoindre le Parti libertarien, puis de revenir chez les démocrates. Il est à nouveau candidat aux primaires présidentielles de 2020, mais retire sa candidature avant les premiers votes.

## Carrière
Entre 1951 et 1954, il effectue son service militaire, et déménage en Alaska en 1956. Il est élu de 1962 à 1966 à la Chambre des représentants de l'Alaska pour le Parti démocrate. En 1965, il devient président (speaker) de la Chambre.

### Sénateur

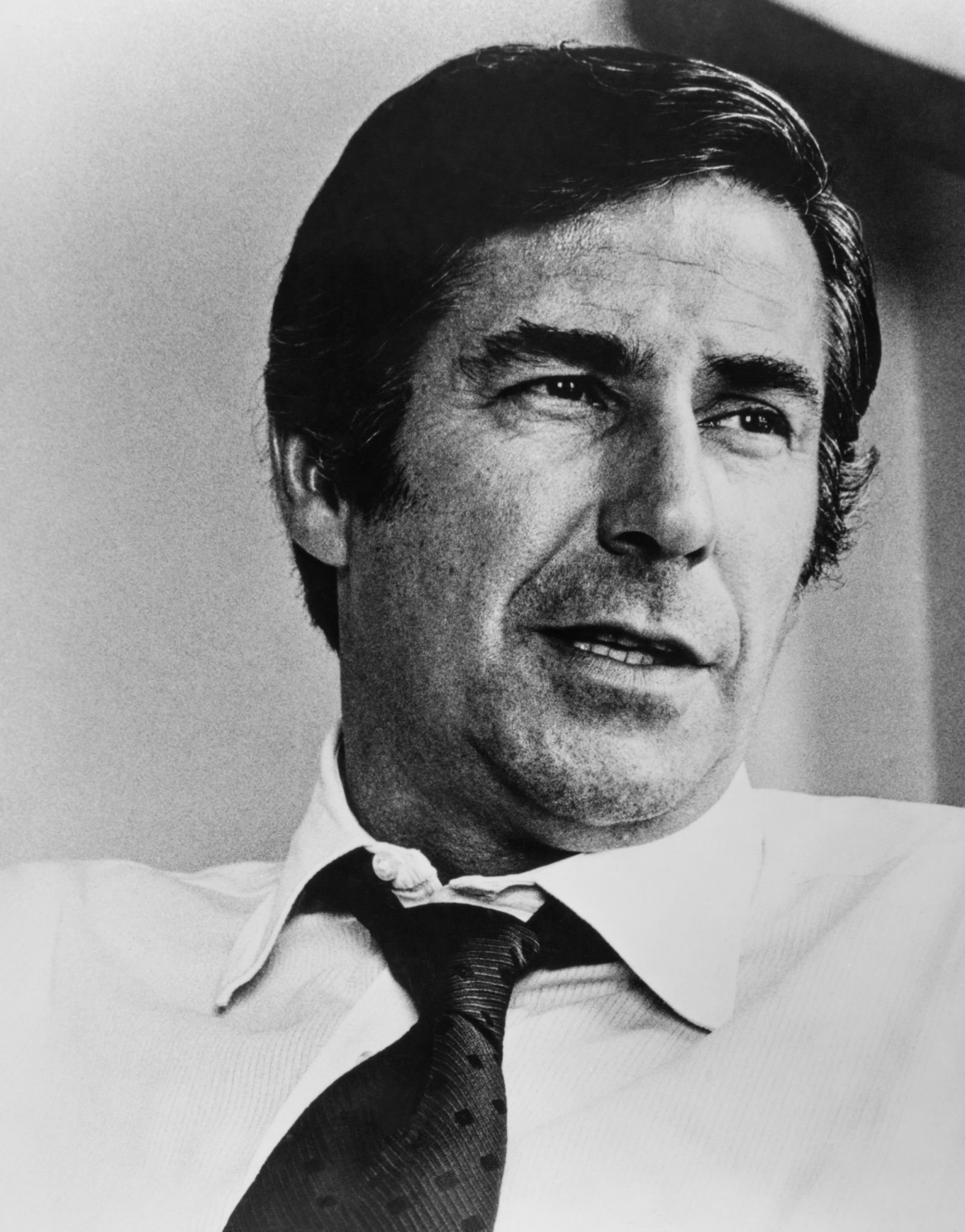
Mike Gravel en 1970.

Entrant au Sénat fédéral en 1969, il se fait connaître sur le plan national par une vigoureuse campagne contre la conscription durant la guerre du Vietnam et pour avoir rendu publics, malgré les risques qu'il encourait, les Pentagon Papers en 1971. Il joue un rôle important dans l'adoption par le Congrès américain du projet de construction de l'oléoduc trans-Alaska en 1973.
En 1972, il mène une campagne originale pour être le candidat démocrate à la vice-présidence des États-Unis, les candidats faisant habituellement campagne pour l'investiture comme candidats à la présidence, le candidat à la vice-présidence étant désigné par le candidat retenu pour l'élection présidentielle avec l'approbation de son parti.
Il se fait réélire sénateur en 1974 mais finit par s'aliéner son électorat et est battu aux primaires démocrates pour l'élection sénatoriale de 1980.
Gravel retourne alors dans le monde des affaires mais connait des temps difficiles avec plusieurs faillites personnelles et des problèmes de santé. Il devient un avocat passionné de la démocratie directe.

### Campagne présidentielle de 2008
En 2006, Gravel annonce qu'il compte à concourir pour la nomination démocrate pour l'élection présidentielle américaine de 2008, en partie pour promouvoir ses idées. Si les sondages ne le comptent pas parmi les grands candidats dans la course à la Maison-Blanche — recueillant moins de 3 % des intentions de vote —, sa campagne suscite néanmoins un certain intérêt d'abord sur Internet puis au niveau national principalement grâce à sa participation et à ses interventions dans les différents débats télévisés ; cependant, il ne recueille que peu de voix dans les premières primaires ou caucus.
En mars 2008, il annonce qu'il quitte le Parti démocrate pour le Parti libertarien et se lance dans la nomination présidentielle pour ce parti. En mai 2008, il finit quatrième lors de la Convention nationale libertarienne qui désignera Bob Barr comme candidat. Il décide alors de prendre sa retraite politique et annonce qu'il ne se représentera plus à une élection mais qu'il continuera à intervenir dans le débat public.

### Campagne présidentielle de 2020
En avril 2019, Gravel annonce vouloir participer au débat des élections primaires démocrates, non pas pour être président, mais pour pousser le débat à gauche, souhaitant défendre notamment ses idées anti-impérialistes et prônant un meilleur financement de l'éducation supérieure. Sa candidature n'étant pas retenue, il apporte son soutien à Bernie Sanders.

## Idées politiques
À l'université Yale, il a déclaré : « Si je suis élu président, je m'engage à servir le pays pendant quatre ans, quatre années que je passerai à sillonner les États-Unis pour expliquer aux gens comment devenir des législateurs. Mais si cette idée ne recueille pas un écho suffisant, alors je démissionnerai. Car si les gens ne sont pas motivés à l'idée de prendre leur destin en main, je ne vois pas l'intérêt de rester leur leader. ».
Gravel envisage en 2008 une retraite immédiate de toutes les forces militaires alors mobilisées en Irak. Il soutient la création d'un État palestinien indépendant, avec l'accord d'Israël. Il veut que les États-Unis ratifient immédiatement le protocole de Kyoto et que la torture des prisonniers sous la garde des forces américaines soit définitivement interdite.
Il considère le réchauffement climatique et la création d'un programme universel d'assurance maladie comme des enjeux prioritaires.
En économie, Gravel se prononce en faveur de la proposition FairTax (« Fiscalité Juste ») qui supprimerait les impôts sur le revenu et instaurerait à sa place un impôt progressif national sur la consommation entre 19 % et 23 %, avec un remboursement pour soulager les ménages vivant en dessous du seuil de pauvreté.
Mike Gravel est également favorable à une nouvelle enquête sur les attentats du 11 septembre 2001.